# Zubole
Zubole – wieś w Polsce położona w województwie podlaskim, w powiecie monieckim, w gminie Trzcianne.
W latach 1975–1998 miejscowość administracyjnie należała do województwa łomżyńskiego.
Według Powszechnego Spisu Ludności z 1921 roku wieś zamieszkiwało 450 osób, wśród których 428 było wyznania rzymskokatolickiego, 1 prawosławnego i 21 mojżeszowego. Jednocześnie 436 mieszkańców zadeklarowało polską przynależność narodową a 14 żydowską. Było tu 81 budynków mieszkalnych.
Wierni kościoła rzymskokatolickiego należą do parafii św. Apostołów Piotra i Pawła w Trzciannem.

## Urodzeni, związani z miejscowością
- Jan Chojnowski (ur. 10 stycznia 1943 w Zubolu) – polityk, adwokat, senator IV kadencji.